# Aira caryophyllea
Espèce
Aira caryophyllea, la canche caryophyllée, est une espèce de plantes monocotylédones de la famille des Poaceae (graminées), sous-famille des Pooideae, originaire d'Afrique et d'Eurasie .
Ce sont des plantes herbacées annuelles aux tiges dressées pouvant atteindre 60 cm de long, aux inflorescences en panicules.

## Synonymes
Selon Catalogue of Life (26 mars 2018) :
- Agrostis caryophyllea (L.) Salisb.
- Aira aggregata Timeroy ex Bor.
- Aira armoricana F.Albers
- Aira bachitii Hochst. ex C.E.Hubb.
- Aira baetica Trin.
- Aira canescens Host, nom. illeg.
- Aira caryophyllea var. aggregata (Timeroy ex Bor.) Syme
- Aira caryophyllea subsp. armoricana (F.Albers) Kerguélen
- Aira caryophyllea var. biaristata (Emb. & Maire) Maire
- Aira caryophyllea var. latigluma (Steud.) C.E.Hubb.
- Aira caryophyllea var. maior Gaudin
- Aira caryophyllea var. minor Brongn.
- Aira caryophyllea var. multiculmis (Dumort.) Bonnier & Layens
- Aira caryophyllea subsp. multiculmis (Dumort.) Hegi
- Aira caryophyllea subsp. plesiantha (Jord. ex Boreau) K.Richt.
- Aira caryophyllea subsp. reverchonii (Murb.) Maire
- Aira caryophyllea var. reverchonii (Murb.) Maire
- Aira curta Jord. ex Boreau
- Aira duriuscula Poir.
- Aira edouardii Reut. ex Jouve
- Aira fioriana Sennen, nom. nud.
- Aira hostii Steud.
- Aira latigluma Steud.
- Aira leersii Kunth, pro syn.
- Aira lensii Rchb.
- Aira lenzei Loisel. ex Godr., nom. nud.
- Aira mucronulata Sennen, nom. nud.
- Aira multicaulis Kunth, orth. var.
- Aira multiculmis Dumort.
- Aira nana Steud.
- Aira nebrodensis Lojac.
- Aira patulipes Jord. ex Boreau
- Aira plesiantha Jord. ex Boreau
- Aira pulchella var. biaristata Emb. & Maire
- Aira pulchella f. brachyanthera Maire
- Aira purpureoargentea Gilib.
- Aira reverchonii Murb.
- Aira rigida Dulac
- Aira saburralis Jan ex Guss.
- Aira tenera Kit.
- Aira tenera var. biaristata (Emb. & Maire) Emb. & Maire
- Aira tenera var. brachyanthera Emb. & Maire
- Aira tenorei var. biaristata (Emb. & Maire) Emb. & Maire
- Aira todaroi Ten. ex Tod.
- Aira todaroi Tineo ex Ponzo, nom. nud.
- Aira truncata Salzm. ex Trin.
- Aira uniaristata var. biaristata (Emb. & Maire) Lambinon
- Airella caryophyllea (L.) Dumort.
- Airopsis caryophyllea (L.) Fr.
- Aspris caryophyllea (L.) Nash
- Avena caryophyllea (L.) Weber
- Avena multiculmis Dumort.
- Avenastrum caryophylleum (L.) Jess.
- Caryophyllea airoides Opiz
- Deschampsia baetica (Trin.) Willk. & Lange
- Fussia caryophyllea (L.) Schur
- Salmasia multiculmis (Dumort.) Bubani
- Salmasia vulgaris Bubani, nom. superfl.

## Liste des sous-espèces
Selon BioLib (26 mars 2018) :
- Aira caryophyllea subsp. caryophyllea
- Aira caryophyllea subsp. plesiantha (Jord.) K. Richt.